# Parque Nacional de Eungella

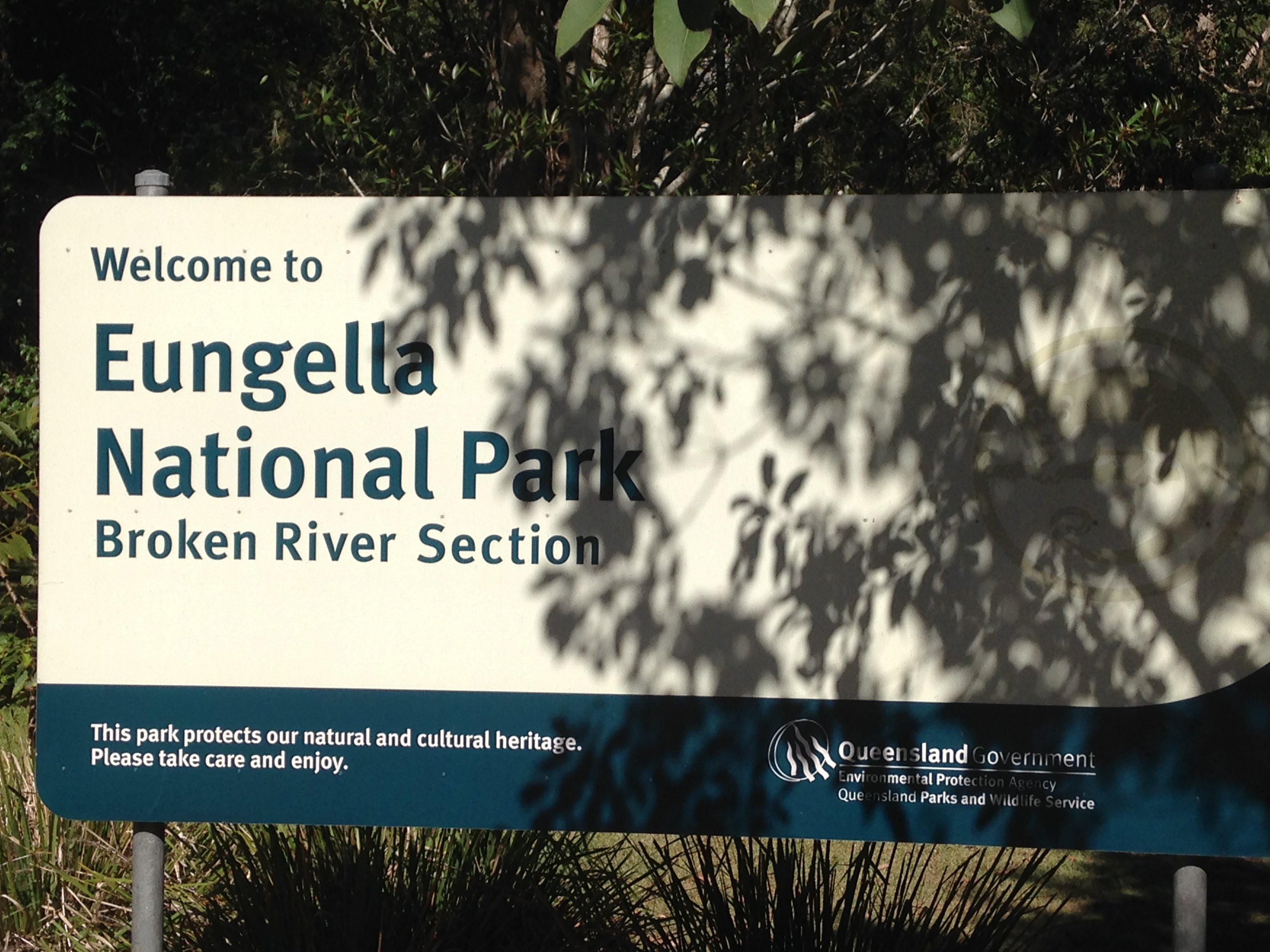
Placa de boas-vindas na entrada do Parque Nacional de Eungella

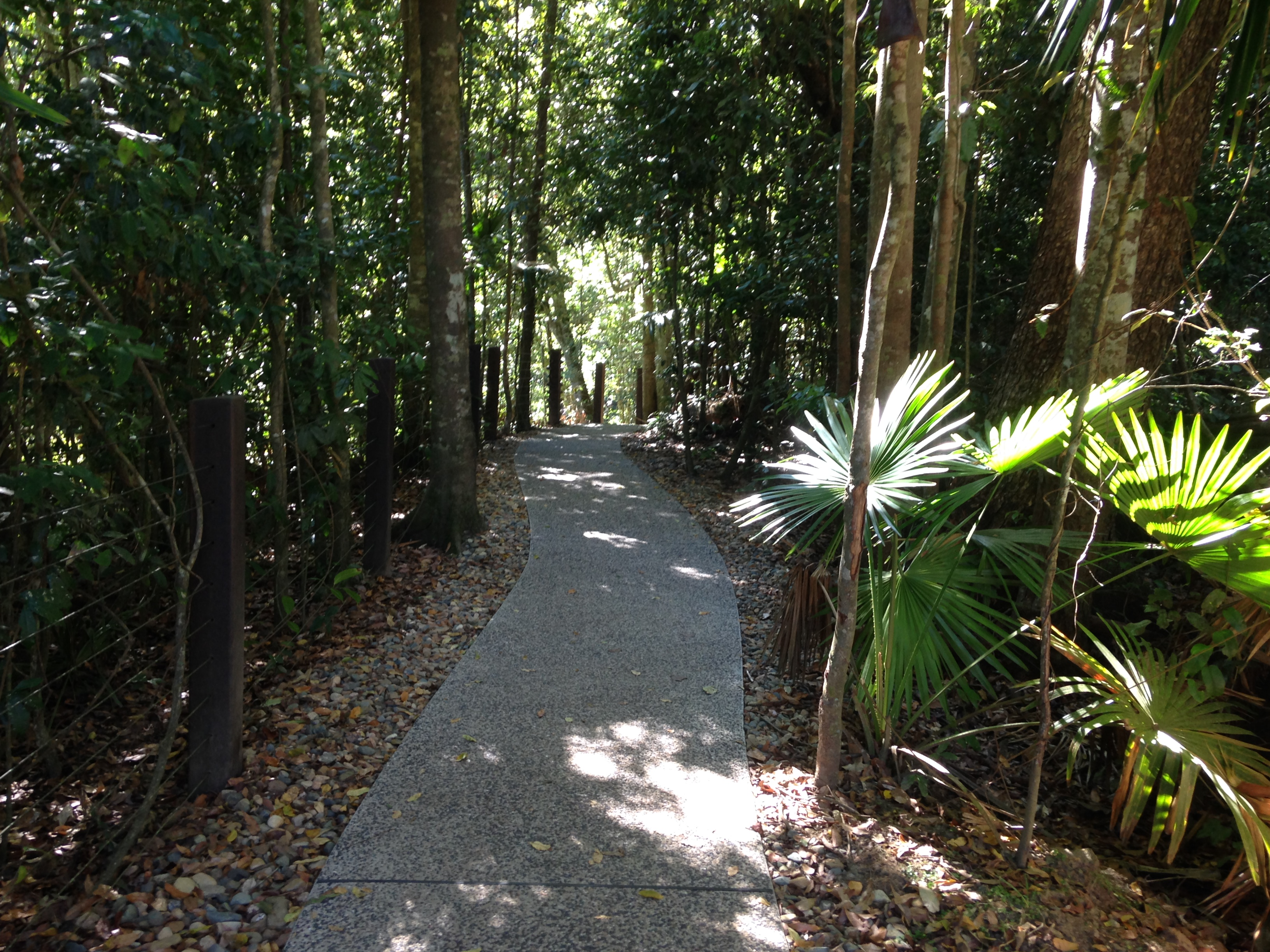
Há muitas trilhas bem cuidadas no Parque Nacional de Eungella

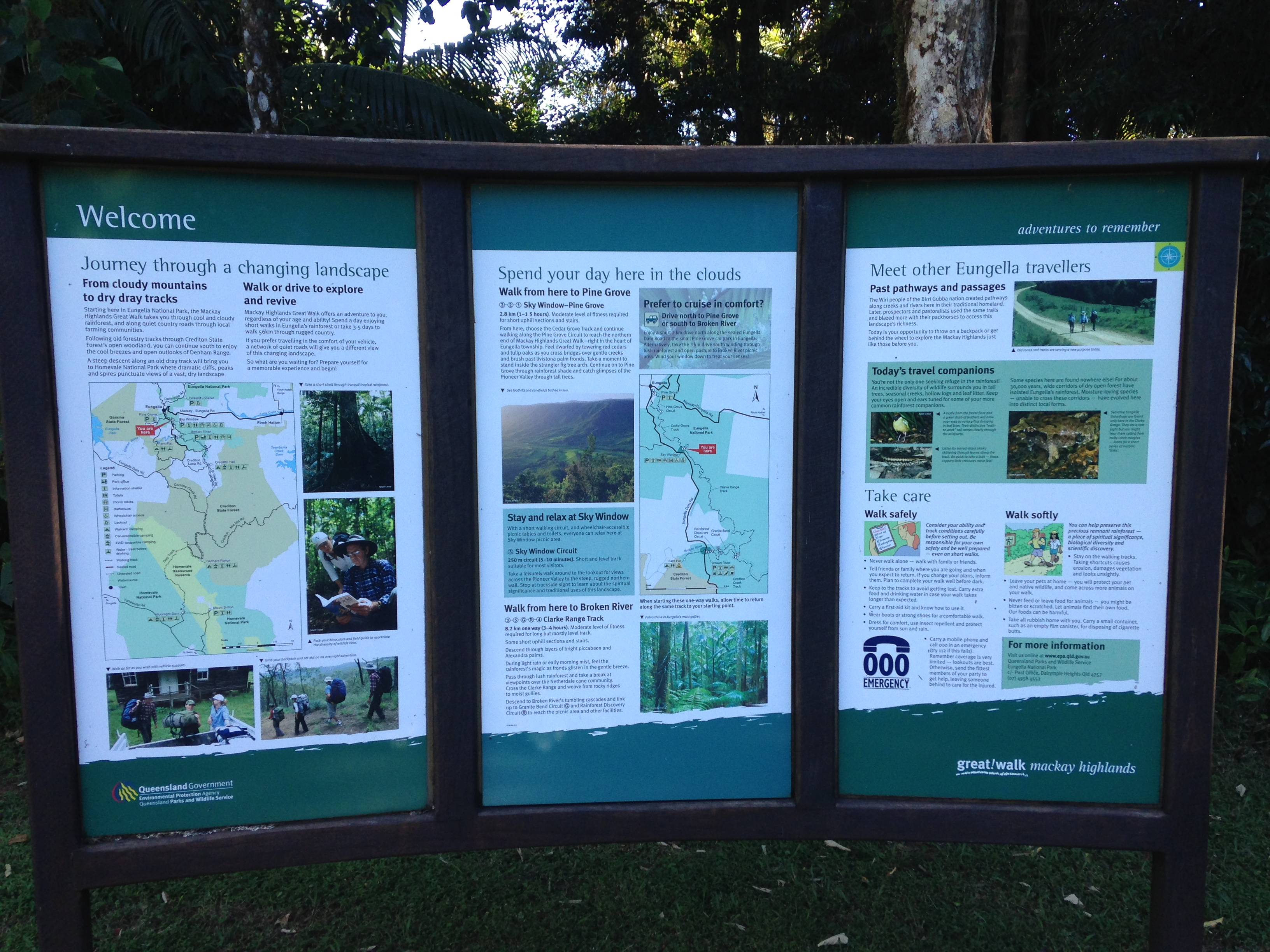
Placas interpretativas ajudam os visitantes a entender a ecologia e as características do Parque Nacional de Eungella

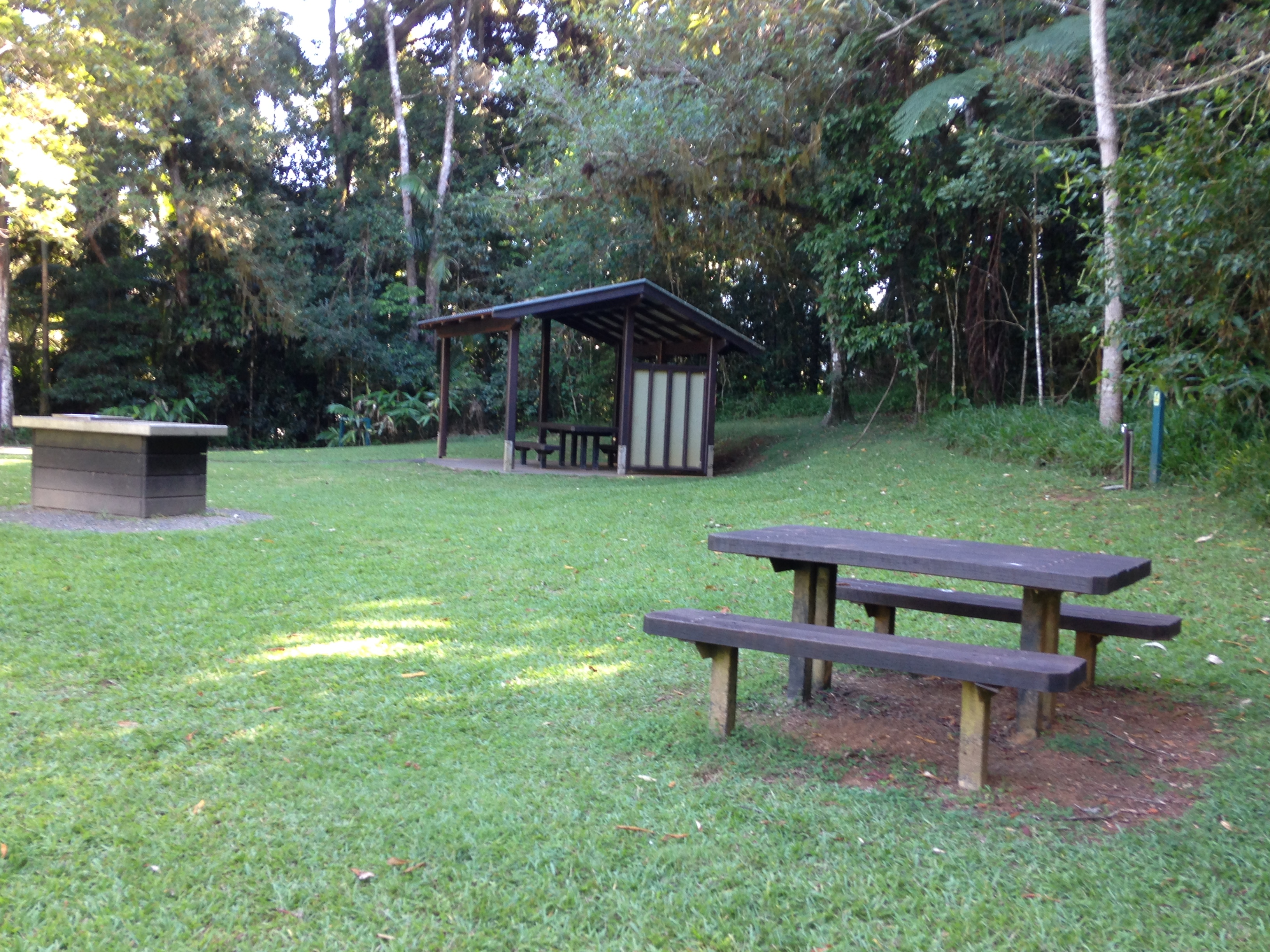
Áreas de uso diurno para visitantes no Parque Nacional de Eungella são bastante utilizadas e bem mantidas

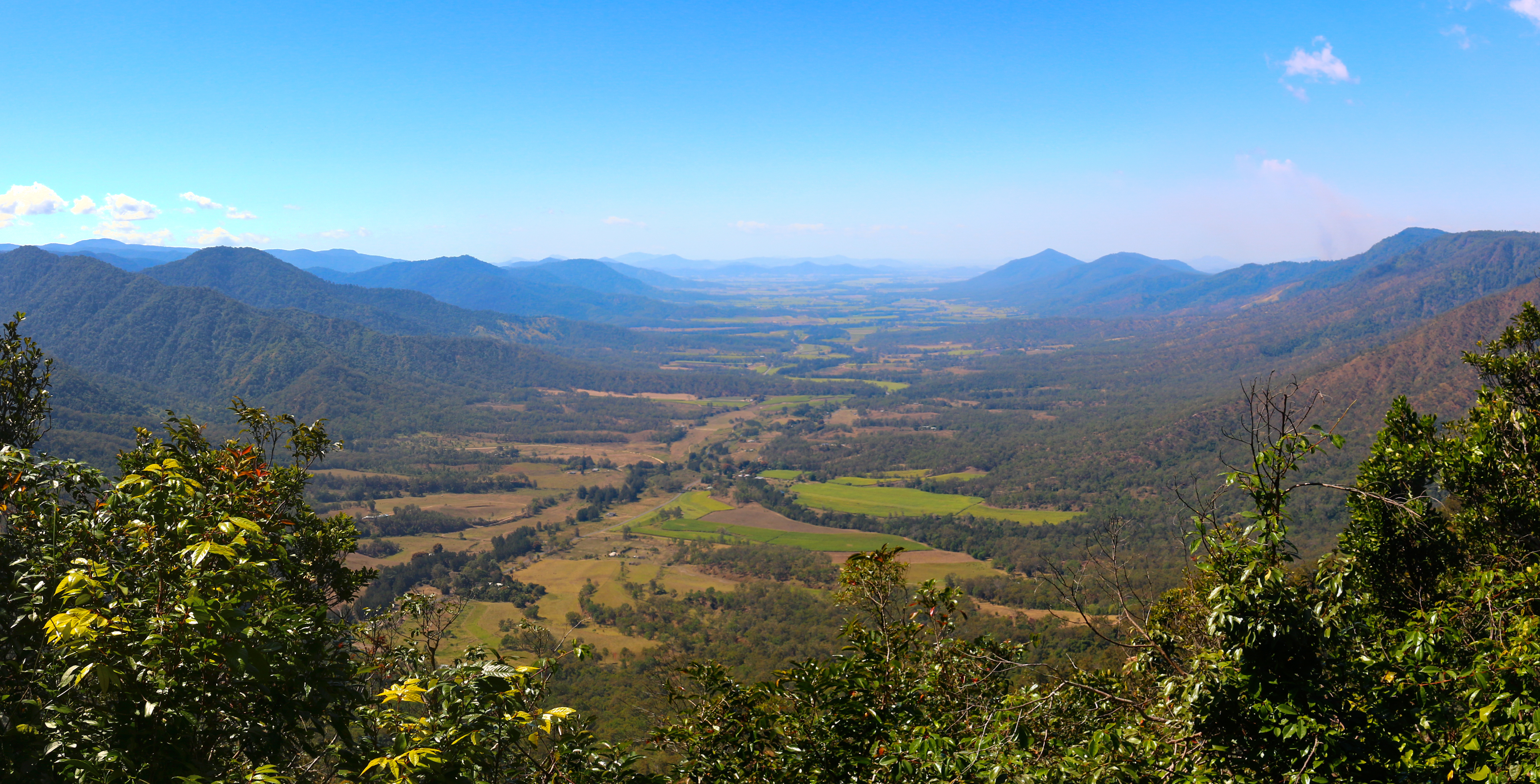
Vista do Vale do Rio Pioneer

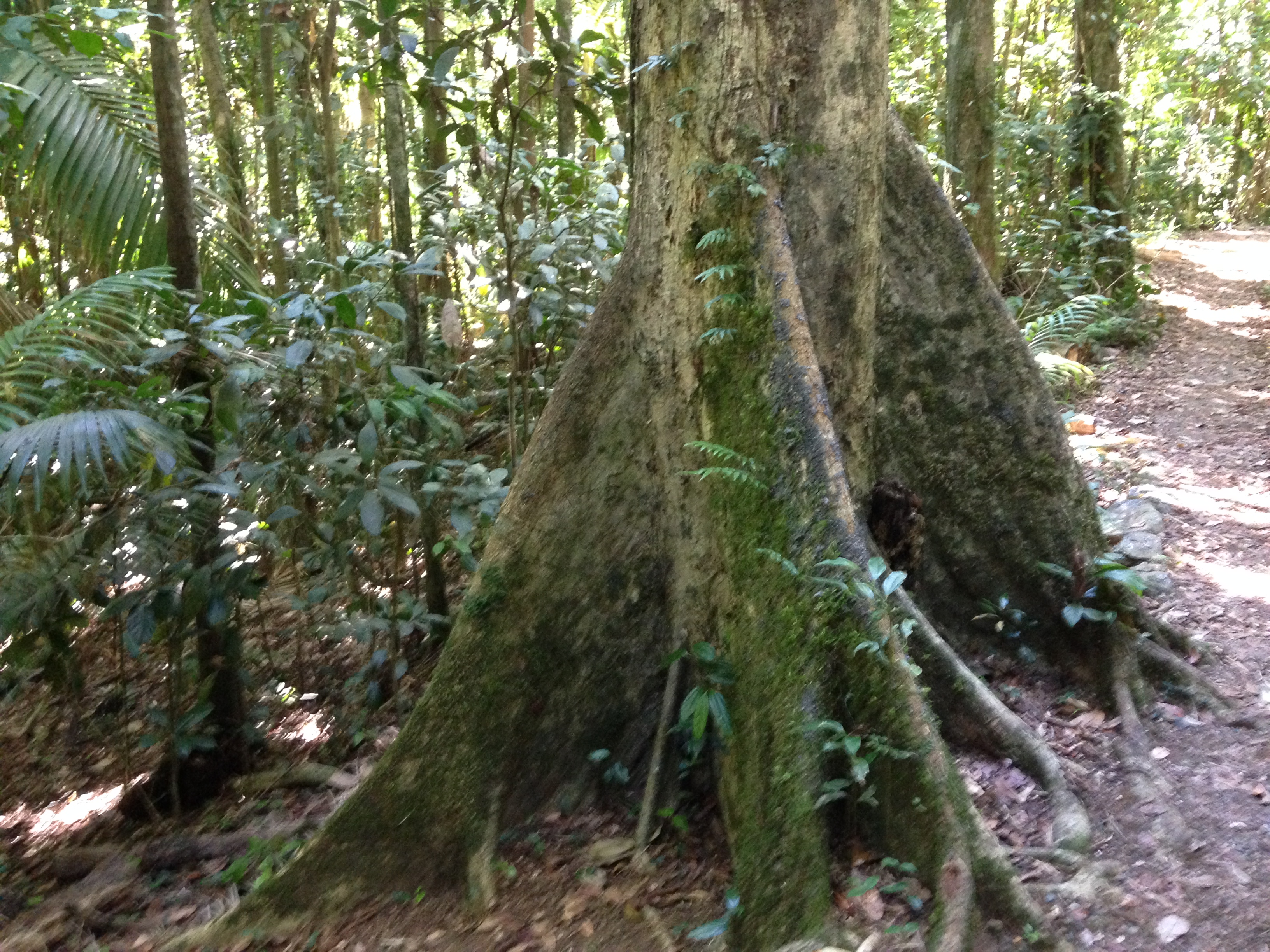
Muitas árvores grandes com raízes tabulares podem ser vistas na Trilha Cedar Grove no Parque Nacional de Eungella

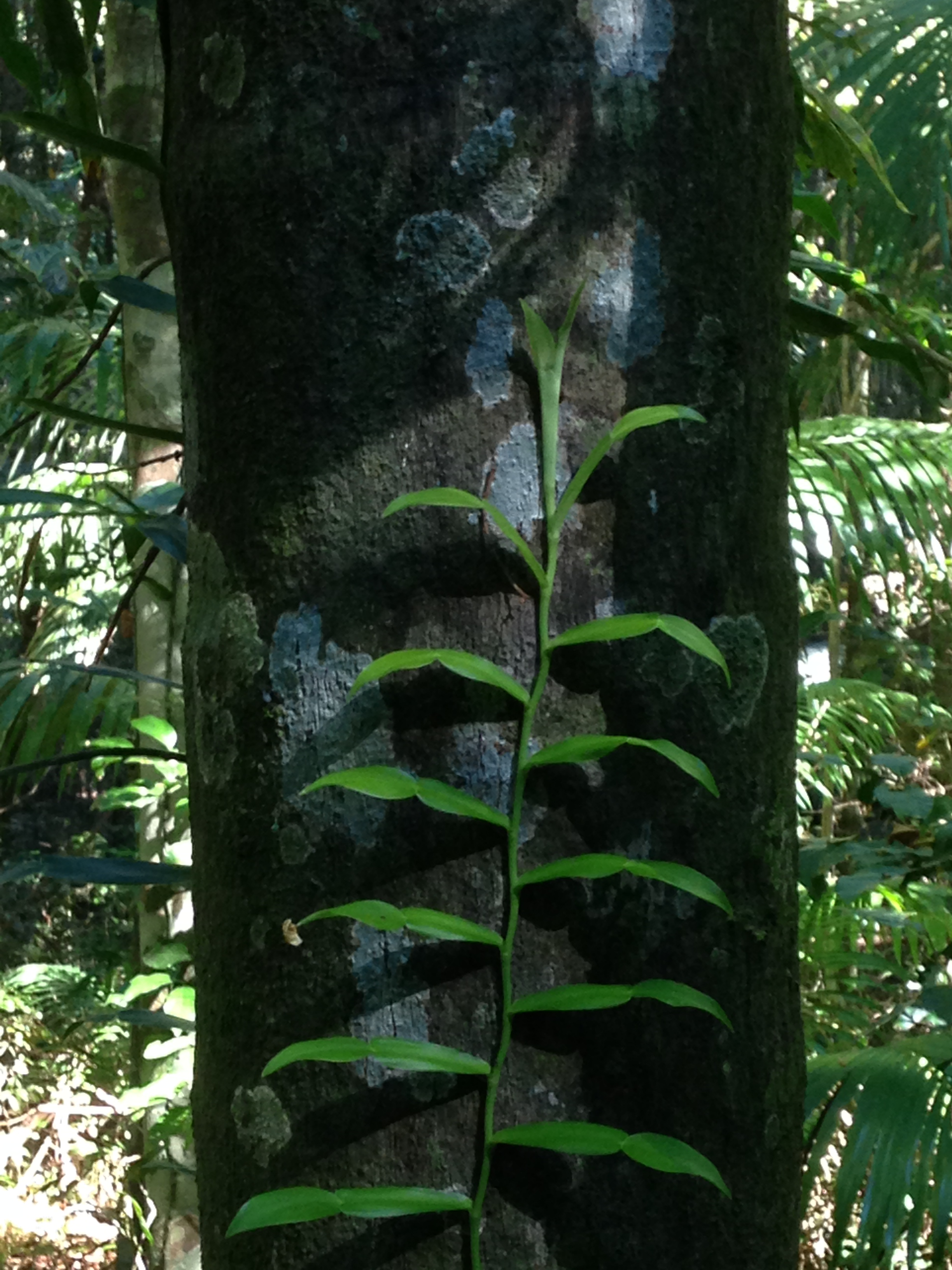
Planta trepadeira Pothos brownii em uma trilha do Parque Nacional de Eungella

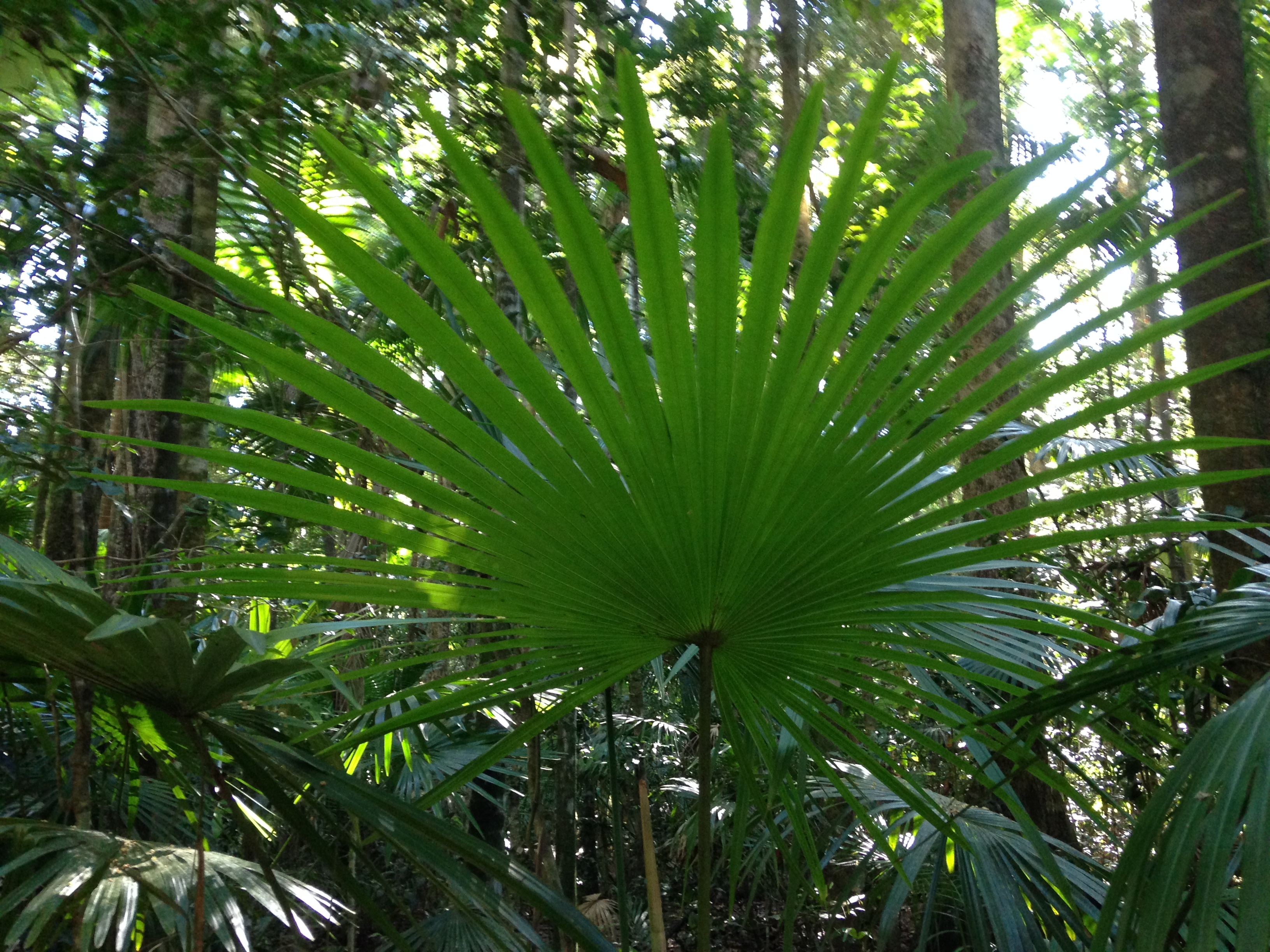
Palmeira em uma trilha do Parque Nacional de Eungella

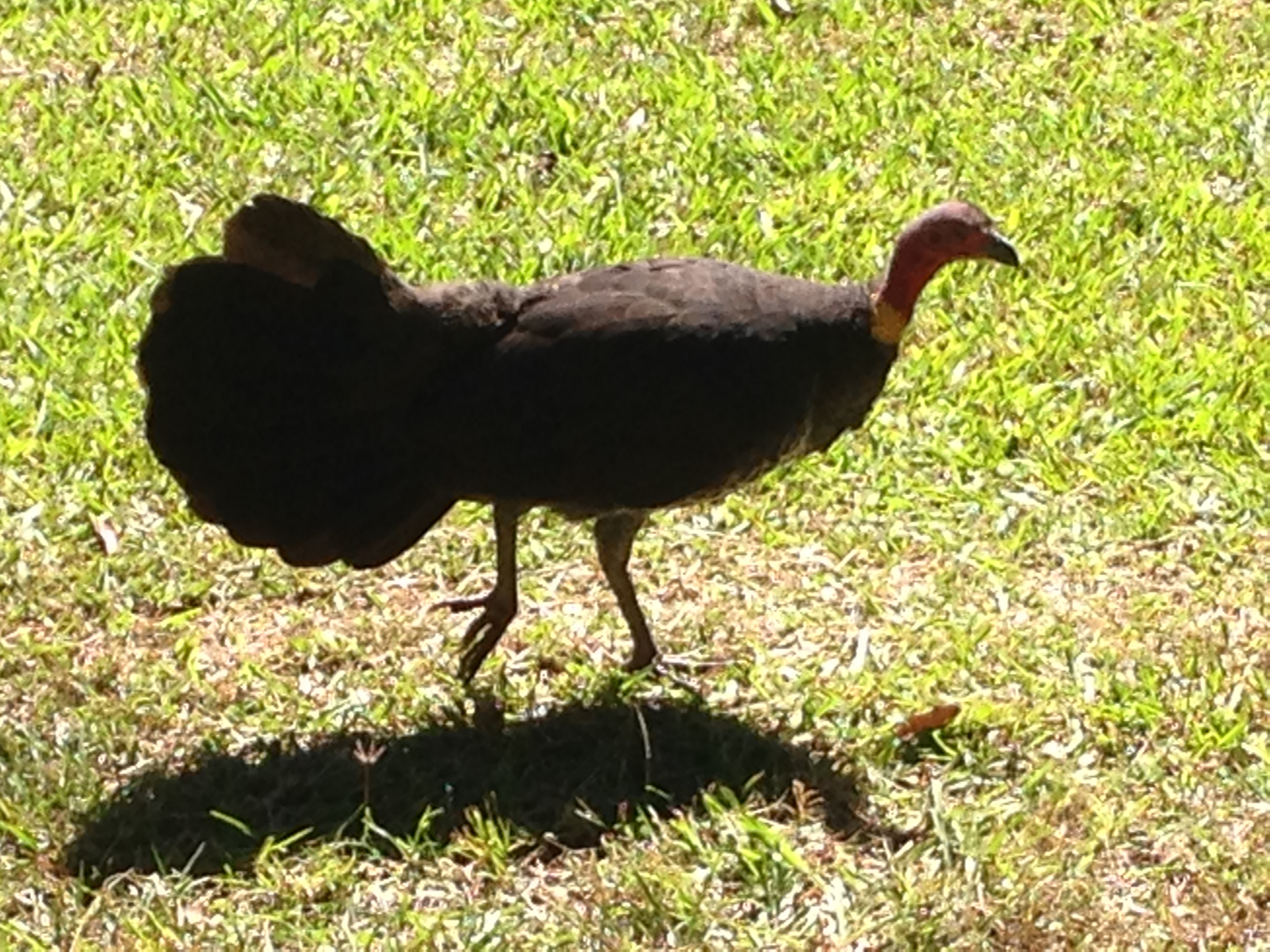
Perus-do-mato são comuns na floresta tropical e nas áreas de uso diurno do Parque Nacional de Eungella

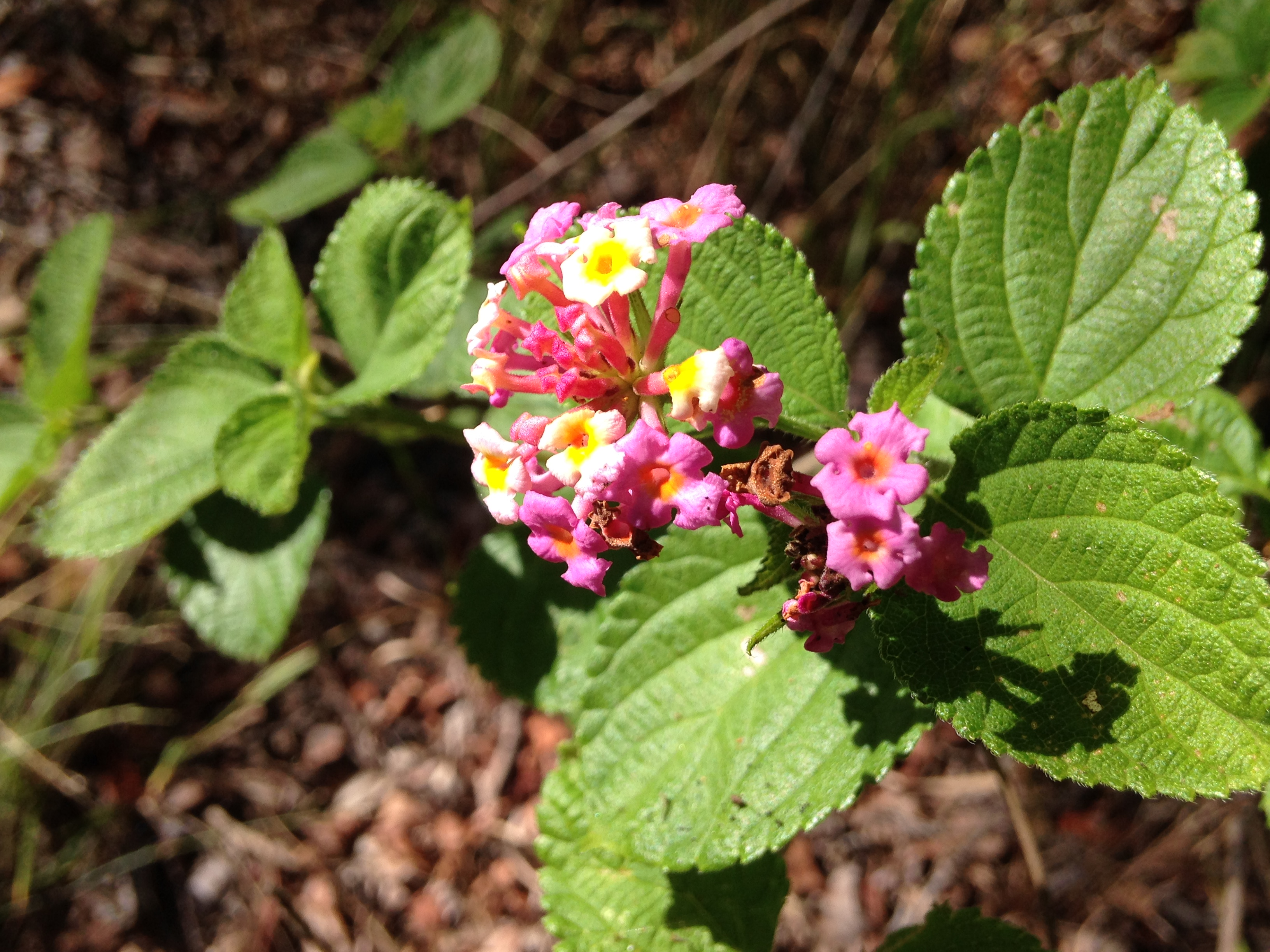
Erva daninha encontrada no Parque Nacional de Eungella, especialmente em beiras de estradas e áreas perturbadas

O Parque Nacional de Eungella (pronunciado /ˈjʌŋɡɛlə/ YUNG-gel-ə, significando "terra das nuvens") é uma área protegida em Queensland, na Austrália. Localiza-se na cordilheira Clarke [en], no final do Vale do rio Pioneer [en], a 80 km a oeste de Mackay e a 858 km a noroeste de Brisbane. Eungella é conhecida pelo parque nacional que a cerca, considerado o trecho contínuo mais longo de floresta tropical subtropical da Austrália. Os habitantes originais são o povo Wirri. O parque é coberto por uma densa floresta tropical e famoso pelos seus ornitorrincos.

## Descrição regional
O Parque Nacional de Eungella está situado em um maciço isolado, cerca de 80 km a oeste de Mackay, no centro-norte de Queensland. O Planalto de Eungella alcança 1.259 m no monte Dalrymple e altitudes semelhantes no monte William, integrando a Cordilheira Clarke. O parque preserva cerca de metade (30.000 ha) da área original de floresta tropical presente na época do assentamento europeu, que foi bastante reduzida pelo corte de madeira. A floresta no parque varia de florestas de videiras notófilas de alta altitude a florestas mesófilas de baixa altitude na base das cordilheiras. Florestas de videiras notófilas com eucaliptos altos, como o Eucalyptus resinifera [en], ocorrem nas cristas das encostas voltadas para o leste, enquanto encostas ocidentais mais secas frequentemente abrigam Araucaria cunninghamii. As florestas tropicais do maciço de Eungella representam um dos trechos mais isolados desse tipo de vegetação na Austrália. A floresta tropical é cercada por florestas e bosques de eucaliptos em grande parte de sua extensão.

## História e clima
O Parque Nacional de Eungella foi declarado em 1941, abrangendo 49.610 hectares. Em 1986, foi expandido para incluir terras no monte Beatrice e uma pequena área de antiga floresta estadual perto de Finch Hatton [en], totalizando hoje 52.900 hectares.
A palavra "Eungella" é um nome aborígene que significa "terra das nuvens". Com uma precipitação média anual de 2.240 mm, o parque frequentemente parece envolto em nuvens. A temperatura é geralmente cerca de cinco graus mais baixa que nas terras baixas ao redor.

## Espécies endêmicas
O Parque Nacional de Eungella é reconhecido como um centro de endemismo para espécies de florestas tropicais australianas. Durante períodos passados de contração das florestas tropicais, três áreas de refúgio foram cruciais no centro-leste de Queensland, sendo a mais importante a região da Cordilheira Clarke e o Parque Nacional de Eungella. Estas áreas abrigam espécies endêmicas como Euastacus eungella, Phyllurus nepthys [en], Tumbunascincus luteilateralis [en], Lichenostomus hindwoodi, Taudactylus liemi, Taudactylus eungellensis [en] e Rheobatrachus vitellinus.

## Flora
No parque, foram registradas 16 espécies de fungos, 19 musgos, 4 coníferas, 92 samambaias, 299 dicotiledôneas e 54 monocotiledôneas. Grande parte da floresta tropical nesse parque é do tipo mesófila complexa, com áreas de florestas de videiras notófilas simples e complexas em solos mais pobres. Muitas comunidades vegetais, incluindo florestas tropicais, matas de cipós e florestas de videiras, são sensíveis ao fogo.

### Dicotiledôneas
Elaeocarpus largiflorens [en] é uma árvore de floresta tropical que atinge 30 m de altura, presente nas florestas tropicais úmidas desde o nível do mar até 1.200 m, alcançando seu limite sul em Eungella. Produz frutos de 20 mm, consumidos e dispersos por vertebrados frugívoros. A Ozothamnus eriocephalus é um arbusto de distribuição muito limitada, listado como vulnerável nos níveis estadual e federal. Omphalea celata [en], uma pequena árvore vulnerável nos âmbitos estadual e federal, foi descrita em 1994 e ocorre no Desfiladeiro de Hazlewood dentro do parque. É hospedeira da Alcides metaurus.

### Fetos
Na metade sul de Queensland, a Angiopteris evecta [en] é encontrada em apenas quatro locais espaçados, incluindo Eungella, sugerindo uma distribuição mais ampla no passado, quando o clima era mais úmido. Requer água confiável e alta umidade para sustentar suas enormes frondes. A samambaia vulnerável Dryopteris sparsa também ocorre no parque.

## Fauna
Mais de 175 espécies de mamíferos, répteis, aves e anfíbios foram registradas no parque.

### Aves
Foram registradas 111 espécies de aves no Parque Nacional de Eungella. O Lichenostomus hindwoodi é endêmico das florestas tropicais de altitude da cordilheira Clarke, incluindo o parque. Diferencia-se de seu parente próximo, o Lichenostomus frenata, pela plumagem, tamanho, cor do bico e vocalizações. Foi coletado pela primeira vez em 1975 e descrito em 1983, sendo a espécie de ave australiana mais recentemente identificada. Ocorre no parque e também se alimenta em bosques de eucaliptos adjacentes.
A franga-de-água-tricolor [en] (Rallina tricolor), antes considerado restrito até Townsville, foi observado no parque em 1981. O martim-rabilongo-arruivado [en] (Tanysiptera sylvia) e o papinho-de-óculos [en] (Poecilodryas superciliosa) estão no limite sul de sua distribuição em Eungella. O perguleiro-regente [en] (Sericulus chrysocephalus) atinge seu limite norte no parque e arredores, assim como a acantiza-castanha (Acanthiza pusilla) e a cacatua-preta-brilhante (Calyptorhynchus lathami). Andorinhões-australianos [en] (Aerodramus terraereginae) nidificam em cavernas na área do riacho Finch Hatton, e um dos raros registros de andorinhão-lustroso (Collocalia esculenta) na Austrália foi no parque.

### Anfíbios
Um total de 16 espécies de anfíbios foi registrado no parque. Globalmente, os anfíbios sofreram declínios rápidos e extensos nas últimas décadas, devido à perda de habitat, poluição e fatores desconhecidos que ameaçam quase metade das espécies em declínio. Eles estão mais ameaçados e declinam mais rapidamente que aves ou mamíferos. Um patógeno exótico e altamente virulento pode estar contribuindo para o declínio de sapos de floresta tropical no leste da Austrália. O agente causador pode ser o fungo da divisão Chytridiomycota, Batrachochytrium dendrobatidis, embora ainda não tenha sido detectado em sapos de riachos no parque.
O Parque Nacional de Eungella é um dos onze locais reconhecidos por altos níveis de endemismo de sapos. Das três espécies de sapos endêmicas, duas ainda existem: o Taudactylus eungellensis [en] e o Taudactylus liemi, enquanto o Rheobatrachus vitellinus é considerado extinto. Todas são terrestres e restritas a riachos ou áreas próximas em florestas tropicais de média a alta altitude.
O Taudactylus eungellensis era mais comum, mas diminuiu em número e distribuição nas últimas décadas, sendo agora considerado ameaçado nos níveis estadual e federal. Seu pico de reprodução ocorre entre janeiro e maio, mas girinos em todos os estágios podem ser encontrados ao longo do ano. É uma das duas espécies conhecidas por usar linguagem corporal, como pequenos saltos e movimentos de braços e pernas, para atrair outros sapos, possivelmente uma adaptação ao ruído dos riachos montanhosos que dificultam a comunicação por chamados.
O Taudactylus liemi é considerado quase ameaçado em Queensland. Ocorre entre 180 e 1.250 m de altitude, mas é escassamente distribuído e raramente visto. Ameaças potenciais incluem pastagem florestal, pisoteamento por gado, espécies introduzidas como o sapo-cururu (Rhinella marina) e o fungo da divisão Chytridiomycota.
O Rheobatrachus vitellinus foi descoberto em janeiro de 1984, mas não é visto desde março de 1985, sendo considerado extinto. É uma das duas espécies no mundo que incuba seus filhotes no estômago, com a mãe engolindo ovos fertilizados ou larvas iniciais e "dando à luz" pela boca. Sua distribuição era exclusiva de florestas tropicais intocadas no parque, entre 400 e 1.000 m, antes de sofrer uma súbita contração e desaparecer.

### Mamíferos
28 espécies de mamíferos foram registradas no parque. Isso inclui várias espécies de morcegos, como Miniopterus australis, Rhinolophus megaphyllus [en], Syconycteris australis, Vespadelus pumilus, Nyctophilus bifax e Pteropus poliocephalus [en].
Ornitorrincos (Ornithorhynchus anatinus) são frequentemente vistos na plataforma de observação no rio Broken, o local mais visitado do parque. Possuem um comportamento de forrageamento peculiar e são o único mamífero conhecido a usar eletrolocalização para detectar presas. Geralmente habitam rios de fluxo lento e pequenas poças, sendo altamente adaptados a uma vida semianaquática. Têm pelagem densa, grandes membranas nos pés, cauda larga e achatada, e excelente habilidade de natação, usando as patas dianteiras em movimentos alternados. Durante o forrageamento, armazenam presas em bolsas nas bochechas, mastigando-as ao emergir. Uma associação alimentar foi notada entre o martim-pescador-azul [en] (Ceyx azureus) e o ornitorrinco no parque, com as aves observando peixes perturbados pelo mamífero antes de mergulharem.

### Répteis
20 espécies de répteis ocorrem no parque. Três espécies de gecos (Phyllurus ossa, P. isis e P. nepthys) habitam pequenos trechos de floresta tropical no parque e arredores. P. nepthys é endêmico da cordilheira Clarke. O Tumbunascincus luteilateralis, recentemente descoberto, é endêmico e restrito a florestas tropicais de altitude acima de 900 m em áreas úmidas com troncos podres e frondes de palmeiras. O Lampropholis basiliscus atinge seu limite sul em Eungella.

### Insetos
Várias espécies de insetos endêmicas ou de distribuição restrita foram encontradas no parque. Um estudo da ordem Diptera (moscas) em sete locais de floresta tropical revelou que o maciço de Eungella, isolado e de alta altitude, é único, com alta presença das famílias Chironomidae, Psychodidae, Tipulidae e Empididae. Moscas do gênero Cyamops, como C. pectinatus, C. dayi, C. delta e C. pectiatus, foram coletadas em áreas úmidas do parque, perto de riachos, cachoeiras e pântanos. A mosca Drosophila birchii é restrita a trechos de floresta tropical úmida e quente entre Nova Guiné e Eungella.
O gafanhoto Phricta zwicka foi coletado no parque. O megalóptero Protochauliodes eungella é conhecido apenas da área de Eungella. Duas novas espécies de Odonata, Austroaeschna christine e A. eungella, foram coletadas na região. Um levantamento de borboletas em 1993 registrou 37 espécies, com mais 15 conhecidas de registros de museus e coleções privadas.

### Crustáceos
O Euastacus eungella é exclusivo dos riachos da cordilheira Clarke. Está listado como criticamente ameaçado devido à sua distribuição limitada e fragmentada, declínio de habitat por espécies exóticas como porcos-selvagens (Sus scrofa), raposas-vermelhas (Vulpes vulpes), gatos-selvagens (Felis catus) e sapos-cururus, além de sua vulnerabilidade às mudanças climáticas.

## Ameaças ambientais
As ameaças à biodiversidade do parque incluem fragmentação de habitat, efeitos de espécies introduzidas, fogo e impactos humanos.

### Plantas e animais invasores
Diversos animais introduzidos foram registrados no parque, como o sapo-cururu, raposa-vermelha, gato feral, coelho (Oryctolagus cuniculus), rato-preto (Rattus rattus), camundongo (Mus musculus) e porco-selvagem. Porcos perturbam o solo, promovendo a disseminação de ervas daninhas, afetam a regeneração natural da flora e fauna e podem transmitir patógenos como o fungo Phytophthora cinnamomi. Este fungo foi encontrado na Cordilheira Clarke, inclusive em Dalrymple Heights, onde cerca de 20% da floresta tropical morreu.
Gatos, raposas e cães selvagens (Canis familiaris) ameaçam a fauna nativa por predação, competição por recursos e transmissão de doenças. Na Austrália, gatos predam 186 espécies de aves nativas, 64 de mamíferos, 87 de répteis, 10 de anfíbios e numerosos invertebrados. Raposas caçam gambás, pequenos dasiurídeos, ratos nativos, aves e insetos. Cães selvagens caçam sozinhos ou em matilhas, podendo predar mamíferos maiores. Construção de estradas e fragmentação de habitat expõem populações locais a predadores exóticos, que têm dificuldade em penetrar florestas densas. Grande parte do parque é acessível apenas por trilhas, o que pode limitar a disseminação de animais selvagens, mas dificulta o controle.
Ervas daninhas como Lantana camara, Ipomoea indica e Melinis repens são comuns nas bordas perturbadas do parque e beiras de estrada. A lantana é uma praga Classe 3 em Queensland e reconhecida como de significância nacional. Outras ervas inflamáveis comuns incluem capim-mombaça (Megathyrsus maximus), espécies do gênero Sporobolus, Urochloa mutica e capim-gordura.

### Fogo
O fogo é uma pressão significativa nas florestas tropicais do parque, podendo fragmentá-las em áreas menores, menos capazes de manter a complexidade atual de plantas e animais, aumentando os efeitos de borda. As comunidades de floresta tropical, mata de cipós, floresta de videiras e ribeirinhas do parque não requerem fogo para regeneração, e ele pode alterar irreversivelmente a composição de espécies e a estrutura comunitária, simplificando ecossistemas e reduzindo a diversidade florística e estrutural. O fogo também diminui a serrapilheira, troncos caídos e árvores com cavidades, habitats críticos para algumas espécies.

## Gestão
O Parque Nacional de Eungella é gerido pelo Departamento de Parques Nacionais, Esporte e Corridas de Queensland. Atualmente, não há um plano de gestão específico. Parques nacionais são administrados para preservar permanentemente a condição natural da área e proteger seus recursos e valores culturais. Outros princípios incluem apresentar os recursos culturais e naturais do parque e seus valores, garantindo que o uso seja baseado na natureza e ecologicamente sustentável.

## Benefícios econômicos
Parques nacionais e outras áreas protegidas são tradicionalmente criados para benefícios de conservação, mas também geram vantagens econômicas, especialmente em áreas rurais, por meio de criação de empregos e gastos de visitantes. Uma pesquisa de 2001 estimou que visitantes do Parque Nacional de Eungella gastam 10,9 milhões de dólares anualmente na região local.

## Infraestrutura
Acampamentos são permitidos no camping Fern Flat, acessível apenas a pé. A área de piquenique do rio Broken oferece instalações para visitantes diurnos.
Há mais de 20 km de trilhas para caminhada, algumas com mirantes panorâmicos. Uma plataforma no rio Broken proporciona boa visibilidade de ornitorrincos, enguias e tartarugas.